# Torneo de Montpellier 2019
El Open Sud de France 2019 fue un evento de tenis de la ATP World Tour 250 serie. Se disputó en Montpellier, Francia en el Arena Montpellier desde el 4 hasta el 10 de febrero de 2019.

## Distribución de puntos
| Modalidad            | Campeón | Finalista | Semifinales | Cuartos de final | 2ª ronda | 1ª ronda | Clasificados | 2ª ronda de clasificación | 1ª ronda de clasificación |
| Individual masculino | 250     | 165       | 100         | 50               | 25       | 0        | 13           | 7                         | 0                         |
| Dobles masculino     | 250     | 150       | 90          | 45               | 20       | 0        | -            | -                         | -                         |

## Cabezas de serie

### Individuales masculino
| Tenista               | Ranking | Preclasificado |
| Lucas Pouille         | 17      | 1              |
| David Goffin          | 21      | 2              |
| Denis Shapovalov      | 25      | 3              |
| Gilles Simon          | 31      | 4              |
| Philipp Kohlschreiber | 32      | 5              |
| Jérémy Chardy         | 35      | 6              |
| Pierre-Hugues Herbert | 44      | 7              |
| Benoît Paire          | 58      | 8              |

- Ranking del 28 de enero de 2019.[2]

### Dobles masculino
| Tenista                           | Ranking | Preclasificado |
| Ivan Dodig Édouard Roger-Vasselin | 61      | 1              |
| Austin Krajicek Artem Sitak       | 78      | 2              |
| Ken Skupski Neal Skupski          | 84      | 3              |
| Radu Albot Marcel Granollers      | 90      | 4              |

## Campeones

### Individual masculino
Jo-Wilfried Tsonga venció a  Pierre-Hugues Herbert por 6-4, 6-2

### Dobles masculino
Ivan Dodig /  Édouard Roger-Vasselin vencieron a  Benjamin Bonzi /  Antoine Hoang por 6-4, 6-3